# باز غليظ المنقار
الباز غليظ المنقار (الاسم العلمي: Rupornis magnirostris) هو طائر جارح صغير نسبيًّا موجود في الأمريكتين. غالبًا ما يكون هذا النوع الضَّاج بالأصوات هو الطير الجارح الأكثر شيوعًا في مداه. لهذا النوع عدَّة نُويعاتٍ وعادة ما توضع في جنس أصنوفة أحادية الطراز Rupornis بدلاً من سقاوة.